# Włodzimierz Dolański
Włodzimierz Dolański (ur. 11 września 1886 w Jassach, w Rumunii, zm. 11 marca 1973 w Warszawie) – polski tyflolog, doktor nauk filozoficznych, nauczyciel dzieci niewidomych, publicysta oraz pianista. Działacz krajowego i międzynarodowego ruchu osób niewidomych. Współpracownik PAN.

## Życiorys
Wychowywał się w Bukareszcie, gdzie jego ojciec był inżynierem kolejowym, tam też w wieku 10 lat stracił wzrok i prawą dłoń w wyniku wybuchu amunicji. W 1902 r. podjął kształcenie w Zakładzie Ciemnych we Lwowie, gdzie między innymi rozwijał talent muzyczny. Po ukończeniu nauki rozpoczął koncerty pianistyczne, otrzymując stypendium od samej królowej rumuńskiej. Karierę pianistyczną porzucił jednak na rzecz pracy z niewidomymi.
Ukończył studia filozoficzne na Uniwersytecie im. Jana Kazimierza we Lwowie, a następnie po rocznych staraniach o pracę otrzymał wymarzoną posadę nauczyciela muzyki i matematyki w Zakładzie Ciemnych we Lwowie, którego był wcześniejszym absolwentem. Kontynuował także kształcenie, podejmując studia na paryskiej Sorbonie i kończąc je w z dyplomem tyflopsychologa w 1928 r. W kolejnych latach uzupełnił jeszcze studia, uzyskując tytuł magistra na Uniwersytecie Warszawskim, a w 1931 r., uzyskał tytuł doktora nauk filozoficznych na podstawie wyników swojej pracy naukowej.
Był nauczycielem w Zakładzie dla Niewidomych w podwarszawskich Laskach. Uczestnik I Kongresu Niewidomych w Nowym Jorku w 1931 r., gdzie wygłosił pionierski referat „Przybory szkolne w nauczaniu dzieci niewidomych”. Pionier popularyzacji warsztatów i stanowisk pracy dla osób niewidomych w zakładach przemysłowych i rzemieślniczych. Inicjator prasy typologicznej w Polsce oraz inicjator i współtwórca Polskiego Związku Pracowników Niewidomych Rzeczypospolitej Polskiej, w którym piastował funkcję prezesa.

## Upamiętnienie

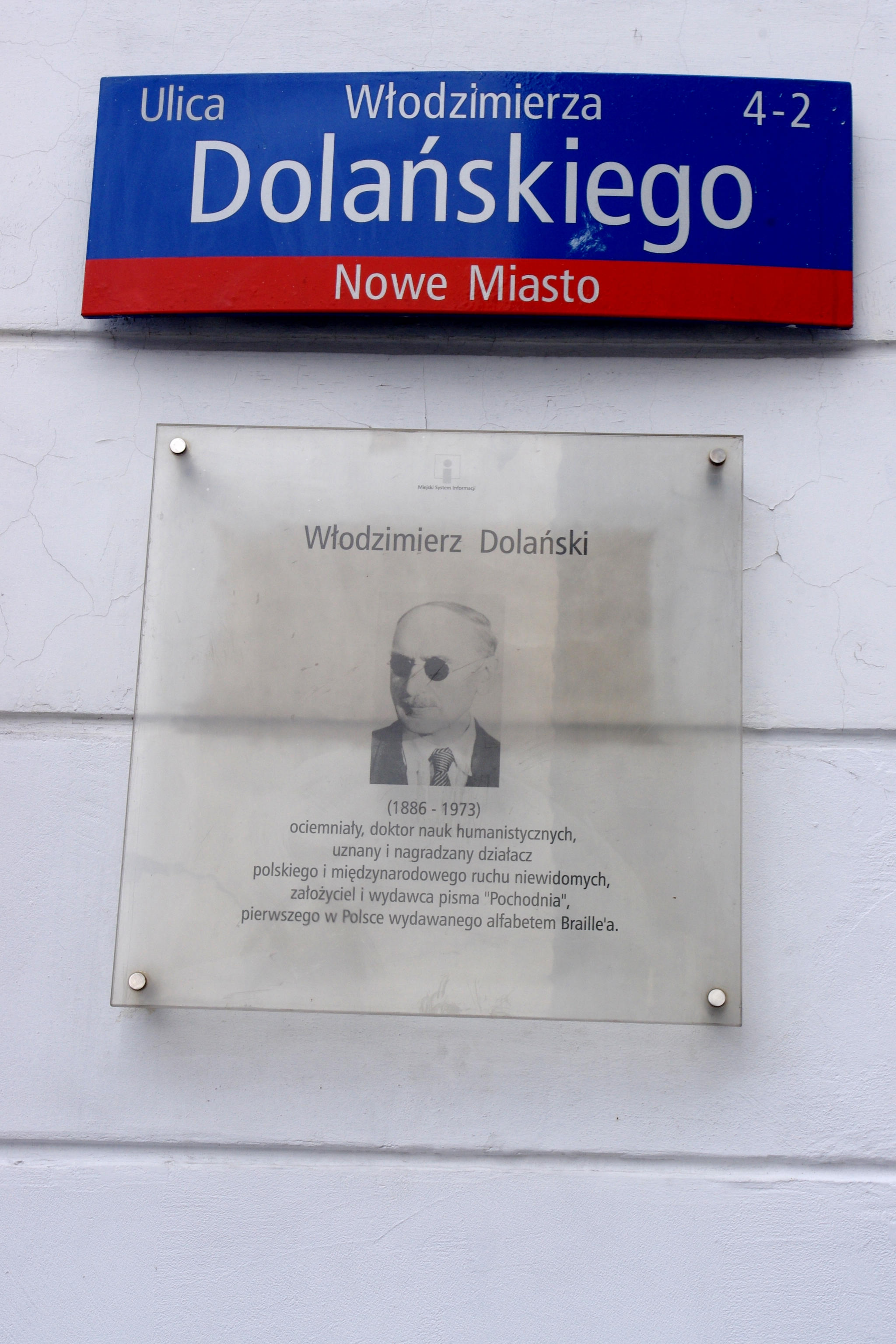
Tablica z nazwą ulicy Włodzimierza Dolańskiego oraz tablica Miejskiego Systemu Informacji z informacją o patronie

Imię Włodzimierza Dolańskiego nosi między innymi jedna z ulic w Warszawie, tuż przy siedzibie Polskiego Związku Niewidomych na ul. Konwiktorskiej. Jest także patronem Specjalnego Ośrodka Szkolno-Wychowawczego dla Dzieci Niewidomych i Słabowidzących w Krakowie.